# The Grand Illusion
The Grand Illusion je sedmé studiové album od americké skupiny Styx, nahrané v Paragon Recording Studios v Chicagu a vydané 7. července 1977. Album svými hity "Come Sail Away" a "Fooling Yourself", spolu s prodejem více než tří milionů, odstartovalo hvězdnou dráhu skupiny.

## Seznam stop

### Strana 1
1. "The Grand Illusion" (Dennis DeYoung) – 4:36
2. "Fooling Yourself (The Angry Young Man)" (Shaw) – 5:29
3. "Superstars" (Young, DeYoung, Shaw) – 3:59
4. "Come Sail Away" (DeYoung) – 6:07

### Strana 2
1. "Miss America" (Young) – 5:02
2. "Man in the Wilderness" (Shaw) – 5:51
3. "Castle Walls" (DeYoung) – 5:59
4. "The Grand Finale" (DeYoung, Young, Shaw) – 1:57

## Obssazení

### Styx
- Dennis DeYoung – zpěv, klávesy
- Tommy Shaw – zpěv, kytary
- James Young – vocals, guitars, keyboards
- Chuck Panozzo – baskytara
- John Panozzo – bicí

## Žebříčky

### Album
| Žebříček (1977)    | Nejvyšší pozice |
| ------------------ | --------------- |
| U.S. Billboard 200 | 6               |

### Singly
| Název                                    | Žebříček (1977)        | Nejvyšší pozice |
| ---------------------------------------- | ---------------------- | --------------- |
| "Come Sail Away"                         | U.S. Billboard Hot 100 | 8               |
| "Fooling Yourself (The Angry Young Man)" | U.S. Billboard Hot 100 | 29              |